# Edda Művek 13.
Edda Művek 13. – dziesiąty studyjny album węgierskiego zespołu rockowego Edda Művek, wydany w 1992 przez Magneoton na CD i MC. Na Węgrzech album uzyskał status złotej płyty i zajął drugie miejsce na liście Top 40 album- és válogatáslemez-lista.

## Lista utworów
1. "Nyitány" (1:27)
2. "Szellemvilág" (4:19)
3. "Ki van velünk?" (4:22)
4. "A büszke sas" (3:52)
5. "Ezer könny" (0:43)
6. "Sír a kopjafa, sír" (4:15)
7. "Ma minden más" (3:37)
8. "A vas fia" (4:00)
9. "Utolsó szó jogán" (4:34)
10. "Munkanélküli blues" (6:28)

## Wykonawcy
- Attila Pataky – wokal
- Péter Kun – gitara
- László Kicska – gitara basowa
- Zsolt Gömöry – instrumenty klawiszowe
- Tibor Donászy – perkusja